# Берген (округ, Нью-Джерсі)
40°58′ пн. ш. 74°04′ зх. д. / 40.96° пн. ш. 74.07° зх. д.
Берген (англ. Bergen County) — округ (графство) у штаті Нью-Джерсі, США. Ідентифікатор округу 34003.

## Історія
Округ утворений 1683 року.

## Демографія
За даними перепису
2000 року
загальне населення округу становило 884118 осіб, зокрема міського населення було 882452, а сільського — 1666.
Серед мешканців округу чоловіків було 425436, а жінок — 458682. В окрузі було 330817 домогосподарств, 235070 родин, які мешкали в 339820 будинках.
Середній розмір родини становив 3,17.
Віковий розподіл населення поданий у таблиці:
| Стать    | До 15 років | 15-21 | 22-29 | 30-39 | 40-49 | 50-65 | 65-85 | Понад 85 |
| -------- | ----------- | ----- | ----- | ----- | ----- | ----- | ----- | -------- |
| Чоловіки | 87494       | 33435 | 38807 | 70158 | 69647 | 71169 | 49725 | 5001     |
| Жінки    | 83542       | 30941 | 39108 | 73009 | 73302 | 78686 | 68040 | 12054    |